# Louis Albert Vizentini
Louis Albert Vizentini (París, 1841-1906) fou un músic francès del segle xix.
Des de l'acabament dels seus estudis al Conservatori de París s'assenyalà com a violinista, dedicant-se des del 1866 a la direcció d'orquestra. Restà al front de les de diversos teatres de la capital francesa, entre ells el National Lyrique i de la Gaîté. Des del 1879 fins al 1899 dirigí els teatres imperials de Sant Petersburg, i al seu retorn a França, el Grand Théâtre, de Lió, i posteriorment l'escena de l'Opéra-Comique, de París.
Com a compositor produí diverses obres per a orquestra; melodies; un ball d'espectacle, Ordre du roi, i algunes operetes, sent les més celebrades La plantation Thomassin i La gaudriole.